# Yoo Seung-jun
Yoo Seung-jun (Koreanska: 유승준), även känd som Steve Yoo, född 15 december 1976 i Seoul, är en amerikansk sångare, dansare, rappare och skådespelare, en av de mest kända K-pop-idolerna i Sydkorea. Han började sin karriär 1997. År 2002 anklagades Yoo för att ha undgått militärtjänst genom att bli amerikansk medborgare. Han förbjöds att resa in i Sydkorea för alltid. Sedan dess har Yoo blivit skådespelare i Kina.

## Karriär

### 1997: Debut som sångare
Yoo började sin karriär i sydkoreanska 1997. Hans första album West Side blev en hit, med debutsingeln "Gawi". Yoo blev populär med sin signatur dans, där han och hans backup-dansare ställde upp diagonalt för att utföra samma rörelser unisont. West Side sålde en miljon exemplar.

### 1998
I Sommaren 1998 släppte han sitt andra album For SALE med huvudlåten "Na Na Na". MV innehöll skådespelerskan Choi Ji-woo som praktiklärare. Många ansåg For SALE som det mest framgångsrika albumet i hans karriär. Albumet sålde återigen 1 miljon skivor.

### 1999
År 1999 släppte Yoo sitt tredje album Now Or Never, som innehöll hitsingeln "Passion. I december släppte Yoo sitt fjärde album Over and Over, som innehöll hitsingeln "Vision".

### 2000
Under denna tid började han utöka sin karriär till Kina och Taiwan, med släppet av singeln "Can't Wait", som var ett samarbete med den taiwanesiska sångaren Yuki. Now Or Never toppade de sydkoreanska listorna med första veckans försäljning av 879 000 sålda album. Albumet sålde slutligen nära 1,5 miljoner enheter.

### 2001
År 2001 släppte han sitt sjätte album Infinity med hitsingeln "Wow". Infinity debuterade som nummer 1 på listorna med första veckans försäljning på 359 961 exemplar. Albumet nådde en försäljning på över 600 000.

### 2002: Utvisad från Sydkorea
Yoo hade uppgett på tv att han skulle fullgöra sin militärtjänst. År 2002 strax före utkastet, blev han en naturaliserad amerikansk medborgare. Den sydkoreanska regeringen ansåg att det var en desertering, och förbjöd honom att komma in i landet för alltid.

### 2003-2006
År 2003 gick hans svärfar bort i Sydkorea. Koreas justitieministerium tillät Yoo tillfälligt inträde i Korea under två dagar.
År 2006 medverkade han i rapparen H-Eugenes låt "Single Person". MV visade inte Yoos ansikte, men visade hans siluettdans.

### 2007-närvarande
År 2007 släppte han det sjunde albumet Rebirth of YSJ för sina fans som stod vid hans sida under hans karriärs toppar och dalar. Albumet producerades i samarbete med musiklag från USA, Kina och Sydkorea.
I juni 2008 skrev Yoo på ett 15-årigt kontrakt med Jackie Chans underhållningsbolag för att bli skådespelare. Han har fortsatt sin sång- och skådespelarkarriär i Kina.
I februari 2010 dök Yoo upp i filmen Little Big Soldier som prins Wen.
År 2012 dök Yoo upp i filmen CZ12 som piratchef.
År 2015 medverkade han i filmen Dragon Blade.

## Diskografi

### Studioalbum
| Titel          | Albumdetaljer                                                                            | Positioner | Försäljning     |
| Titel          | Albumdetaljer                                                                            | KOR        | Försäljning     |
| -------------- | ---------------------------------------------------------------------------------------- | ---------- | --------------- |
| West Side      | - Utgivningsdatum: 3 mars 1997 - Märka: Universal Music - Format: CD, cassette           | N/A*       | - KOR: 800,000+ |
| For Sale       | - Utgivningsdatum: 29 april 1998 - Märka: Best Media - Format: CD, cassette              | 2          | - KOR: 796,412+ |
| Now Or Never   | - Utgivningsdatum: 15 april 1999 - Märka: Baeksan Media - Format: CD, cassette           | 1          | - KOR: 825,569+ |
| Over And Over  | - Utgivningsdatum: 10 december 1999 - Märka: Warner Music Korea - Format: CD, cassette   | 1          | - KOR: 530,674+ |
| Summit Revival | - Utgivningsdatum: 24 november 2000 - Märka: West Side Media - Format: CD, cassette      | 3          | - KOR: 414,615+ |
| Infinity       | - Utgivningsdatum: 31 augusti 2001 - Märka: West Side Media - Format: CD, cassette       | 2          | - KOR: 243,119+ |
| Rebirth of YSJ | - Utgivningsdatum: 18 september 2007 - Märka: Genie Music - Format: CD, Digital download | —          | N/A             |

### Utökade album
| Titel       | Albumdetaljer                                                                               | Positioner | Försäljning |
| Titel       | Albumdetaljer                                                                               | KOR        | Försäljning |
| ----------- | ------------------------------------------------------------------------------------------- | ---------- | ----------- |
| Another Day | - Utgivningsdatum: January 18, 2019 - Märka: YSJ Media Group - Format: CD, Digital download | —          |             |

### Samlingar och livealbum
- 98 Live Album (1998)
- New Release + English Version (1999)
- All That Yoo Seung Jun (1999)
- Gold Techno Remix (2000)
- Hidden Story (2001)
- Best & J Duet Collection (2001)
- Yoo Seung Jun 2002 Live (2002)

## Filmografi

### Filmer
- Little Big Soldier (2010)
- He-Man (2011)
- Scheme With Me (2012)
- Chinese Zodiac (2012)
- Man of Tai Chi (2013)
- The Wrath of Vajra (2013)
- Long's Story (2014)
- The Break-Up Artist (2014)
- Dragon Blade (2015)
- Taste of Love (2015)
- Crazy Fist (2017)
- Romantic Warrior (2017)
- Invictus Basketball (2017)
- Blade Master Li Bai (2019)

### TV-serier
- The Patriot Yue Fei (2013)
- The Sleuth of the Ming Dynasty (2020)

## Utmärkelser och nomineringar

### Golden Disc Awards
| Årtal | Kategori              | Individ/låt   | Resultat |
| ----- | --------------------- | ------------- | -------- |
| 1997  | Bonsang (Best Artist) | Yoo Seung-jun | Vann     |
| 1999  | Bonsang (Best Artist) | Yoo Seung-jun | Vann     |
| 2000  | Bonsang (Best Artist) | Yoo Seung-jun | Vann     |

### Mnet Asian Music Awards
| Årtal | Kategori               | Individ/låt      | Resultat  |
| ----- | ---------------------- | ---------------- | --------- |
| 1999  | Best Male Artist       | "Passion" (열정) | Nominerad |
| 2000  | Best Dance Performance | "Vision" (비전)  | Nominerad |
| 2001  | Best Dance Performance | "Wow"            | Vann      |
| 2001  | Best Male Artist       | "Wow"            | Nominerad |

### Seoul Music Awards
| Årtal | Kategori             | Individ/låt   | Resultat |
| ----- | -------------------- | ------------- | -------- |
| 2000  | Bonsang (Main Prize) | Yoo Seung-jun | Vann     |
| 2001  | Bonsang (Main Prize) | Yoo Seung-jun | Vann     |